# Луньовка (Псковська область)
Луньовка (рос. Лунёвка) — присілок в Новоржевському районі Псковської області Російської Федерації.
Населення становить 11 осіб. Входить до складу муніципального утворення Новоржевська волость.

## Історія
Від 2015 року входить до складу муніципального утворення Новоржевська волость.

## Населення
| 2001 | 2002 | 2010 |
| ---- | ---- | ---- |
| 37   | ↘26  | ↘11  |